# Кристофер Франке
Кристофер Франке (на немски: Christopher Franke) е немски музикант и композитор. Роден е на 6 април 1953 г. в Берлин, Германия. От 1971 до 1988 г. е член на немската група „Танджерин Дрийм“.

## Дискография
- Pacific Coast Highway (1991)
- Universal Soldier (1992)
- London Concert (1992)
- New Music for Films Vol. 1 (1993)
- Raven (1994)
- Night of the Running Man (1994)
- Babylon 5 (1995)
- Klemania (1993)
- Perry Rhodan – Pax Terra (1996)
- The Celestine Prophecy (1996)
- Tenchi the Movie: Tenchi Muyo! in Love (1996)
- Enchanting Nature (1996)
- Babylon 5, volume 2: Messages from Earth (1997)
- Babylon 5: In the Beginning (1997)
- Babylon 5: Thirdspace (1997)
- Pacific Blue (1997)
- Transformation of Mind (1997)
- Babylon 5: River of Souls (1997)
- Epic (1999)
- Babylon 5: Episodic CDs – 24 CDs x 30 minutes per CD (1997-2000)
- New Music for Films Vol. 2 (2000)
- The Calling (2000)
- The Best of Babylon 5 (2001)
- What the Bleep Do We Know!? (2004)
- Ludwig² – Das Musical (2005)
- Babylon 5: The Lost Tales (2007)